# Synagoga w Berlinie-Kreuzbergu
Synagoga w Berlinie-Kreuzbergu (niem. Synagoge in Berlin-Kreuzberg) – synagoga znajdująca się w Berlinie, w dzielnicy Kreuzberg przy Fraenkelufer 10-16 (dawniej Kottbusser Ufer 48-50).
W 1911 roku ortodoksyjna gmina żydowska rozpisała konkurs na budowę synagogi. Rozstrzynięto go w 1912 roku przyznając zwycięstwo budowniczemu Alexanderowi Beerowi. Budowę rozpoczęto w 1913 roku, a uroczyste otwarcie nastąpiło 17 września 1916 roku.
Podczas nocy kryształowej z 9 na 10 listopada 1938 roku budynek został zdewastowany i przestał być wykorzystywany do celów kultowych. W 1942 roku synagogę przejęło Gestapo i wykorzystywało jako magazyn zrabowanego mienia żydowskiego oraz garaż. W 1944 roku budowla została zniszczona podczas bombardowania.
W latach 1958–1959 główny budynek został zburzony. Pozostawiono boczne skrzydło, w którym przed wojną znajdowała się synagoga dla młodzieży. Po remoncie, 22 kwietnia 1959 roku otwarto w nim synagogę. W 1989 roku przed budynkiem ustawiono kamień pamiątkowy przypominający dawny kształt dawnej budowli.